# Czerna (Petite-Pologne)
Pour les articles homonymes, voir Czerna.
Czerna est une localité polonaise de la gmina de Krzeszowice, située dans le powiat de Cracovie en voïvodie de Petite-Pologne.